# Oumar Gonzalez
Oumar Gonzalez (Douala, 25 febbraio 1998) è un calciatore camerunese, difensore svincolato della nazionale camerunese.

## Carriera

### Club
Cresciuto nel settore giovanile del Metz, nel 2015 viene aggregato alla rosa della squadra riserve, con cui disputa una stagione nella quinta divisione francese. Negli anni seguenti, gioca in prestito nella terza divisione francese, vestendo le maglie di Épinal, Rodez e Villefranche.
Il 7 giugno 2019 viene acquistato a titolo definitivo dal Chambly. Debutta in Ligue 2 il 26 luglio dello stesso anno, nell'incontro vinto per 1-0 contro il Valenciennes. Dopo due stagioni trascorse al Chambly in seconda divisione, totalizzando 42 presenze e 2 reti tra campionato e coppa, il 16 giugno 2021 viene ingaggiato dall'Ajaccio, altro club della seconda divisione francese, con cui firma un contratto per due stagioni con l'opzione aggiuntiva di una terza.

### Nazionale
Nel 2019, con la nazionale camerunese Under-23, ha preso parte alla Coppa delle nazioni africane di categoria.
Il 10 giugno 2023 fa anche il suo esordio in nazionale maggiore, giocando da titolare la gara amichevole pareggiata 2-2 contro il Messico.

## Statistiche

### Presenze e reti nei club
Statistiche aggiornate al 19 marzo 2023.
| Stagione        | Squadra         | Campionato      | Campionato | Campionato | Coppe nazionali | Coppe nazionali | Coppe nazionali | Coppe continentali | Coppe continentali | Coppe continentali | Altre coppe | Altre coppe | Altre coppe | Totale | Totale |
| Stagione        | Squadra         | Comp            | Pres       | Reti       | Comp            | Pres            | Reti            | Comp               | Pres               | Reti               | Comp        | Pres        | Reti        | Pres   | Reti   |
| --------------- | --------------- | --------------- | ---------- | ---------- | --------------- | --------------- | --------------- | ------------------ | ------------------ | ------------------ | ----------- | ----------- | ----------- | ------ | ------ |
| 2015-2016       | Metz 2          | CFA2            | 11         | 1          |                 | -               | -               |                    | -                  | -                  |             | -           | -           | 11     | 1      |
| 2016-2017       | Épinal          | N               | 24         | 2          | CF              | 3               | 0               |                    | -                  | -                  |             | -           | -           | 27     | 2      |
| 2017-2018       | Rodez           | N               | 12         | 1          | CF              | 0               | 0               |                    | -                  | -                  |             | -           | -           | 12     | 1      |
| 2018-2019       | Villefranche    | N               | 30         | 1          | CF              | 3               | 0               |                    | -                  | -                  |             | -           | -           | 33     | 1      |
| 2019-2020       | Chambly         | L2              | 21         | 1          | CF+CdL          | 2+0             | 0               |                    | -                  | -                  |             | -           | -           | 23     | 1      |
| 2020-2021       | Chambly         | L2              | 19         | 1          | CF              | 0               | 0               |                    | -                  | -                  |             | -           | -           | 19     | 1      |
| Totale Chambly  | Totale Chambly  | Totale Chambly  | 40         | 2          |                 | 2               | 0               |                    | -                  | -                  |             | -           | -           | 42     | 2      |
| 2021-2022       | Ajaccio         | L2              | 34         | 3          | CF              | 0               | 0               |                    | -                  | -                  |             | -           | -           | 34     | 3      |
| 2022-2023       | Ajaccio         | L1              | 30         | 0          | CF              | 2               | 0               |                    | -                  | -                  |             | -           | -           | 32     | 0      |
| Totale Ajaccio  | Totale Ajaccio  | Totale Ajaccio  | 56         | 3          |                 | 2               | 0               |                    | -                  | -                  |             | -           | -           | 58     | 3      |
| 2023-2024       | Al-Ra'ed        | SPL             | 31         | 3          | KC              | 1               | 0               | -                  | -                  | -                  | -           | -           | -           | 32     | 3      |
| Totale carriera | Totale carriera | Totale carriera | 212        | 13         |                 | 11              | 0               |                    | -                  | -                  |             | -           | -           | 223    | 13     |

### Cronologia presenze e reti in nazionale
| Cronologia completa delle presenze e delle reti in nazionale ― Camerun | Cronologia completa delle presenze e delle reti in nazionale ― Camerun | Cronologia completa delle presenze e delle reti in nazionale ― Camerun | Cronologia completa delle presenze e delle reti in nazionale ― Camerun | Cronologia completa delle presenze e delle reti in nazionale ― Camerun | Cronologia completa delle presenze e delle reti in nazionale ― Camerun | Cronologia completa delle presenze e delle reti in nazionale ― Camerun | Cronologia completa delle presenze e delle reti in nazionale ― Camerun |
| Data                                                                   | Città                                                                  | In casa                                                                | Risultato                                                              | Ospiti                                                                 | Competizione                                                           | Reti                                                                   | Note                                                                   |
| ---------------------------------------------------------------------- | ---------------------------------------------------------------------- | ---------------------------------------------------------------------- | ---------------------------------------------------------------------- | ---------------------------------------------------------------------- | ---------------------------------------------------------------------- | ---------------------------------------------------------------------- | ---------------------------------------------------------------------- |
| 10-6-2023                                                              | San Diego                                                              | Messico                                                                | 2 – 2                                                                  | Camerun                                                                | Amichevole                                                             | -                                                                      |                                                                        |
| 12-9-2023                                                              | Garoua                                                                 | Camerun                                                                | 3 – 0                                                                  | Burundi                                                                | Qual. Coppa d'Africa 2023                                              | -                                                                      | 90’                                                                    |
| 12-10-2023                                                             | Mosca                                                                  | Russia                                                                 | 1 – 0                                                                  | Camerun                                                                | Amichevole                                                             | -                                                                      |                                                                        |
| 16-10-2023                                                             | Lens                                                                   | Senegal                                                                | 1 – 0                                                                  | Camerun                                                                | Amichevole                                                             | -                                                                      | 33’                                                                    |
| 17-11-2023                                                             | Douala                                                                 | Camerun                                                                | 3 – 0                                                                  | Mauritius                                                              | Qual. Mondiali 2026                                                    | -                                                                      | 82’                                                                    |
| 21-11-2023                                                             | Bengasi                                                                | Libia                                                                  | 1 – 1                                                                  | Camerun                                                                | Qual. Mondiali 2026                                                    | -                                                                      |                                                                        |
| 9-1-2024                                                               | Gedda                                                                  | Zambia                                                                 | 1 – 1                                                                  | Camerun                                                                | Amichevole                                                             | -                                                                      | 46’                                                                    |
| 15-1-2024                                                              | Yamoussoukro                                                           | Camerun                                                                | 1 – 1                                                                  | Guinea                                                                 | Coppa d'Africa 2023 - 1º turno                                         | -                                                                      | 75’                                                                    |
| 27-1-2024                                                              | Abidjan                                                                | Nigeria                                                                | 2 – 0                                                                  | Camerun                                                                | Coppa d'Africa 2023 - Ottavi di finale                                 | -                                                                      | 77’                                                                    |
| Totale                                                                 |                                                                        | Presenze                                                               | 9                                                                      |                                                                        | Reti                                                                   | 0                                                                      |                                                                        |